# Strongylopus grayii
Strongylopus grayii är en groddjursart som först beskrevs av Smith 1849.  Strongylopus grayii ingår i släktet Strongylopus och familjen Pyxicephalidae. IUCN kategoriserar arten globalt som livskraftig. Inga underarter finns listade i Catalogue of Life.